# Ferenc Szűts
Ferenc Szűts (Budapest, 16 dicembre 1891 – Budapest, 28 novembre 1966) è stato un ginnasta ungherese.

## Palmarès

### Olimpiadi
- 1 medaglia:
  - 1 argento (Stoccolma 1912 nel concorso a squadre)